# Камураска (муниципалитет)
Камураска — региональный муниципалитет в восточном Квебеке, Канада. Местонахождение муниципалитета округа — 
Сен-Паскаль. Другой главный город — Ла-Покатьер.
Этот район является важным центром исследований, разработок и образования в области сельского хозяйства. Заводы области производят металлопродукцию и оборудование для общественного транспорта. Одним из людей, способствовавших заселению и развитию этого района, был сеньор Паскаль Таше (1757—1830).
Название «Камураска» происходит от слова на языке алгонквин, означающего «где тростник растёт у кромки воды».
Должность префекта c 2005 по 2021 годы занимал Ивон Суси, после чего  его сменил Сильвен Рой. Мэр Камураски — Жиль А. Мишо.